# Luzert
Le Luzert est une rivière du Sud de la France. C'est un affluent direct du Tarn en rive droite, donc un sous-affluent de la Garonne. 

## Géographie
De 12,7 km de longueur, le Luzert prend sa source commune de Sainte-Croix et se jette dans le Tarn en rive droite commune de Rivières.
PHOTO : le Luzert vu vers l'aval depuis le pont près du hameau de La Soucarié sur la route communale menant à Labastide-de-Lévis. 

### Communes et cantons traversées
- Tarn : Rivières, Bernac, Sainte-Croix, Castelnau-de-Lévis, Castanet, Labastide-de-Lévis.

## Hydrologie
En 1967, il a bénéficié d'un recalibrage et rectification du tracé dans le cadre du remembrement de la commune de Labastide-de-Lévis. Cette opération s'était arrêtée en amont au pont au-dessus de La Soucarié et a été poursuivie ensuite sur la commune de Bernac.  